# Dávod
Dávod là một thị trấn thuộc hạt Bács-Kiskun, Hungary. Thị trấn này có diện tích 69,21 km², dân số năm 2010 là 1994 người, mật độ 29 người/km².